# Kurtyna Teatru Narodowego w Pradze
Kurtyna Teatru Narodowego w Pradze – kurtyna z 1883 roku, znajdująca się w Teatrze Narodowym w Pradze. Zdobiona jest obrazem olejnym Vojtěcha Hynaisa. 
Poprzednia kurtyna autorstwa Františka Ženíška została zniszczona przez pożar w 1881 roku.

## Historia

### Kurtyna Františka Ženíška
W 1880 roku František Ženíšek wygrał konkurs na realizację kurtyny, która została zniszczona przez pożar w 1881 roku. Po pożarze odmówił namalowania kolejnej. Mogło to być związane z przepracowaniem Ženíška; inne źródła natomiast podają, że spodziewał się wyższej oferty, niż mu zaproponowano.
Na środku kurtyny Ženíška unosił się Geniusz, który w prawej ręce trzymał wieniec laurowy, a w lewej gałązkę palmową. Po prawej stronie znajdowała się alegoryczna postać Muzyki, po lewej Dramatu. Pod kurtyną znajdował się fryz przypominający „Život na panském sídle“ Mánesa.
Jedyną pamiątką po zniszczonej kurtynie są zdjęcia oraz projekt, które znajdują się w Galerii Narodowej w Pradze oraz w Muzeum Miasta Praga.

### Kurtyna Vojtěcha Hynaisa
Konkurs na nową kurtynę wygrał Vojtěch Hynais.
Będac w Paryżu, w ciągu pół roku przygotował kolorowy szkic. W tworzeniu kurtyny pomagali mu jego przyjaciele: Karbowsky oraz Desrivières. Odbiór kurtyny nie był jednoznaczny. Ogółem klient nie był zadowolony z projektu i nie chciał go zatwierdzić, jednak obraz znalazł się na kurtynie mimo braku akceptacji z powodu nieprzekraczalnego terminu. Kurtyna jednak bardzo spodobała się widzom, którzy wręcz domagali się, aby jak najdłużej była opuszczona, żeby móc ją podziwiać. Z tego powodu kurtyna została.
Do namalowania obrazu wykorzystano 26 kg farby.
W 2009 roku kurtyna przeszła gruntowną restaurację.

## Opis
Kurtyna ma powierzchnię 142 m2 i waży 180 kg. Sprawia wrażenie gobelinu, ale jest to obraz olejny.
Wielu znajomych Hynaisa było wzorami dla postaci na obrazie:
- Suzanne Valadon była wzorem dla Geniusza[2],
- żona malarza Eugena Jettela była wzorem dla kobiety przynoszącej „wdowi grosz”[2],
- żona przyjaciela Hynaisa, Oskara Rexa, była wzorem dla Slavii[3],
- Desrivières był wzorem dla postaci w tle, za łysym mężczyzną[2],
- Karbowsky był wzorem dla lekko pochylonego mężczyzny znajdującego się z przodu[2],
- Václav Sochor był wzorem dla blondwłosego młodzieńca[3],
- brodaty mężczyzna w tle był wzorowany na przyjacielu Hynaisa, doktorze Rachecie[2].

## W sztuce
W 1998 roku powstał film fabularny Genij vlasti w reżyserii Jiříego Stracha według scenariusza Martina Šafránka, opowiadający historię malowania kurtyny Teatru Narodowego przez Vojtěcha Hynaisa.